# سه‌نوازی

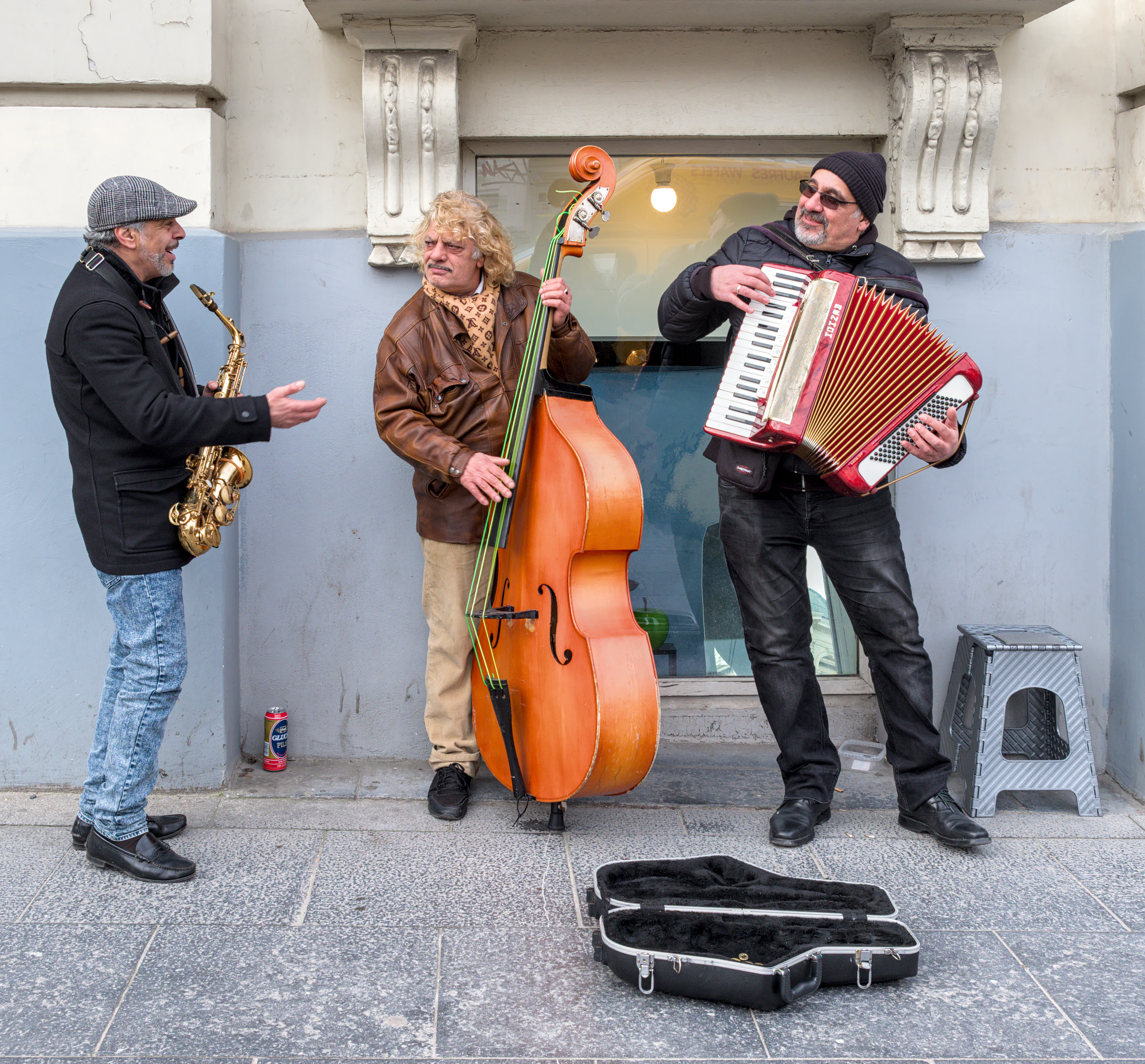
نگاره‌ای از یک سه‌نوازی در حین اجرایی خیابانی در بروکسل، بلژیک. نوازندگان در این تریو مشغول نواختن اثری با استفاده از آکاردئون پیانو (en)، کنترباس و ساکسوفون هستند.

سه‌نوازی، سه‌سرایی، سه‌تایی یا تریو (به انگلیسی، فرانسوی و ایتالیایی: trio) در موسیقی به معنای یک گروه اجرایی برای سه خواننده یا اجرای سازی یا آهنگسازی برای سه صدا یا سه ساز است. در آثار بزرگ‌تر (یا ارکسترال)، تریو می‌تواند در درونِ یک فرم سه‌تایی (A-B-A) باشد، که در بخش میانی و متضاد با بخش اول و سوم یک قطعهٔ رقص (مانند مِنوئه) ظاهر شود.

### آهنگسازی
تریو، آهنگسازی برای سه اجراکننده یا پارت موسیقی است. آثاری شامل «سونات تریو» در دورهٔ باروک، آثار آوازی (کُرال) برای سه پارت و آثار برای سه ساز (مانند سه زهی) بود.
در این فرم، «سونات تریو» یک ژانر محبوب در قرن هفدهم و اوایل قرن هجدهم بود که با دو سازِ ملودیک و یک باسو کنتینوئو برای همراهی ترکیب می‌شدند و در مجموع سه پارت موسیقی را تشکیل می‌دادند.

## سازبندی
سازهای رایج در سه‌گانه (تریو) شامل موارد زیرند:
- تریو بادی برنجی (هورن، ترومپت، ترومبون)
- تریو کلارینت، ویولنسل، پیانو
- تریو کلارینت، ویولا، پیانو
- تریو کلارینت، ویولن، پیانو
- تریو فلوت، ویولا، چنگ
- تریو هارمونیکا (سازدهنی کروماتیک، باس هارمونیکا، کورد هارمونیکا)
- تریو هورن (هورن، ویولن و پیانو)
- تریو جاز (پیانو یا گیتار، گیتار باس، کیت درام)
- تریو ارگ (ارگ هاموند، درام، گیتاریست جاز یا ساکسیفون)
- تریو پیانو (ویولن، ویولنسل، پیانو)
- تریو الکتریک (گیتار الکتریک، گیتار باس، کیت درام)
- تریو زهی (ویولن، ویولا، ویولنسل)

کارگروه واژه‌گزینی تخصصی موسیقی فرهنگستان زبان و ادب فارسی برابرهای سه‌سرایی، سه‌نوازی و سه‌تایی را برای «تریو» پیشنهاد و تصویب کرده‌است.